# Ria Percival
Ria Dawn Percival (Basildon, Inglaterra; 7 de diciembre de 1989) es una futbolista neozelandesa que juega como defensora. Actualmente se encuentra sin equipo. Fue internacional con la selección de Nueva Zelanda, acumulando 166 partidos récord masculino y femenino en su país desde su debut en 2006, a los 16 años. Ha representado a su país en cuatro Copas Mundiales (2007, 2011, 2015 y 2019) y tres Juegos Olímpicos (2008, 2012 y 2016).

## Estadísticas

### Clubes
| Club              | País           | Año             |
| ----------------- | -------------- | --------------- |
| Lynn-Avon United  | Nueva Zelanda  | 2006 - 2008     |
| F.C. Indiana      | Estados Unidos | 2008 - 2010     |
| Ottawa Fury Women | Canadá         | 2010 - 2011     |
| 1. FCC Frankfurt  | Alemania       | 2011 - 2012     |
| FF USV Jena       | Alemania       | 2012 - 2016     |
| FC Basel Frauen   | Suiza          | 2016 - 2018     |
| West Ham United   | Inglaterra     | 2018 - 2019     |
| Tottenham Hotspur | Inglaterra     | 2019 - presente |

## Palmarés

### Títulos internacionales
| Título                        | Equipo        | Sede               | Año  |
| ----------------------------- | ------------- | ------------------ | ---- |
| Campeonato Femenino de la OFC | Nueva Zelanda | Papúa Nueva Guinea | 2007 |
| Campeonato Femenino de la OFC | Nueva Zelanda | Nueva Zelanda      | 2010 |
| Campeonato Femenino de la OFC | Nueva Zelanda | Papúa Nueva Guinea | 2014 |
| Campeonato Femenino de la OFC | Nueva Zelanda | Nueva Caledonia    | 2018 |

(*) Incluyendo la Selección

### Distinciones individuales
| Distinción                                               | Año  |
| -------------------------------------------------------- | ---- |
| Mejor Jugadora de la OFC de la Década 2011-2020 (IFFHS)  | 2021 |
| Equipo Femenino de la OFC de la Década 2011-2020 (IFFHS) | 2021 |